# Crawford State Park (Washington)
Der Crawford State Park ist ein knapp 20 Hektar großer State Park nördlich von Metaline im Pend Oreille County im US-Bundesstaat Washington. 
In dem nahe der kanadischen Grenze gelegenen Park liegt mit „Gardner Cave“ die drittgrößte Kalksteinhöhle von Washington. Die begehbare Höhle ist über 300 Meter lang und beherbergt außer Stalaktiten und Stalagmiten auch noch Sinterstufen.
Der Park ist nur tagsüber geöffnet und verfügt über keine Campingmöglichkeiten innerhalb des Geländes.

## Geschichte
Die „Gardner Cave“ ist nach Edward E. Gardner benannt, der die Höhle um das Jahr 1899 entdeckt haben soll. Der State Park ist nach William H. Crawford benannt, der im Besitz des Parks war und ihn im Jahre 1921 an den Bundesstaat urkundlich übertragen hat.